# Stazione di Pavona
La stazione di Pavona è situata sulla linea ferroviaria Roma-Velletri, costruita per servire la popolosa località di Pavona, frazione del comune di Albano Laziale.

## Storia
La stazione di Pavona venne attivata prima del 1902. Successivamente venne declassata a fermata.
Il 15 dicembre 1948 venne attivato l'esercizio a trazione elettrica, con linea aerea alla tensione di 3000 V.
Riacquisì il rango di stazione il 14 gennaio 2000, telecomandata dal DCO di Ciampino.

## Movimento
La stazione è interessata dal traffico generato del servizio FL 4, svolto da Trenitalia, che opera sull'intera linea con un treno ogni ora circa.

## Strutture e impianti
La stazione dispone di due banchine con annesse pensiline che servono i 2 binari della linea. È presente anche un fabbricato viaggiatori, decentrato rispetto alle banchine, più precisamente adiacente al passaggio a livello posto sulla strada provinciale 101/a (Albano Laziale-Torvaianica).
Pavona è una delle tre stazioni del tratto ferroviario a binario unico in cui i treni provenienti da direzioni opposte possono effettuare lo scambio. Il binario di corsa è il numero 1, mentre il 2 è posto su tracciato deviato.

## Servizi
La stazione dispone di:
- Sala d'attesa

## Interscambi
- Fermata autobus COTRAL